# Malaccina rufella
Malaccina rufella är en kackerlacksart som beskrevs av Morgan Hebard 1929. Malaccina rufella ingår i släktet Malaccina och familjen småkackerlackor.
Artens utbredningsområde är Singapore. Inga underarter finns listade i Catalogue of Life.